# Curtis Jones (football)
Pour les articles homonymes, voir Curtis Jones et Jones.
Curtis Jones, né le 30 janvier 2001 à Liverpool, est un footballeur international anglais qui évolue au poste de milieu central au Liverpool FC.

## Biographie
Curtis Jones est né à Liverpool et a grandi dans le quartier populaire de Toxteth où la ferveur pour les Reds est particulièrement élevée. Il découvre ainsi le football dans  les rues de cette ancienne zone industrielle, qui porte encore les traces de son passé ouvrier.
À 8 ans, il rejoint la Academy (en) de Kirkby, intégrant les moins de 9 ans du Liverpool FC, alors qu'il est déjà courtisé par l'autre club de Liverpool ou les deux grandes équipes de Manchester.

### Carrière au Liverpool FC

#### Progression dans l'académie
À Liverpool il fait partie des meilleurs éléments de sa génération, The Guardian l'insérant notamment dans la liste des 20 meilleurs talents de Premier League en 2017.
Il s'illustre notamment lors de la saison 2017-2018 avec les moins de 18 ans, sous la houlette de Steven Gerrard. La légende de Liverpool fait du footballeur de 16 ans l'élément central de son équipe,, dans une saison qu'il termine avec 11 buts et 5 passes décisives en 17 matchs. Dans l'UEFA Youth League 2017-2018, il marque également 5 buts en 8 matchs lors du parcours des jeunes liverpuldiens jusqu'en quart de finale.
Il a entre-temps signé son premier contrat professionnel avec Liverpool le 1er février 2018.

#### Premiers pas en professionnel
Dès l'été 2018, Jones impressionne déjà dans les matchs de pré-saison, notamment lors des victoires contre le Borussia Dortmund et Manchester City,. Il est un peu plus tard encore cité par The Guardian, cette fois dans la liste des 60 meilleurs joueurs de sa génération au niveau mondial.
Présent à plusieurs reprises dans le groupe professionnel, il fait ses débuts en équipe senior le 7 janvier 2019 en FA Cup contre Wolverhampton, titularisé lors de la défaite 2-1 des Scousers.
Lors de la saison 2019-2020 il fait ses débuts en Premier League, mais c'est surtout en FA Cup, lors du derby contre Everton qu'il se fait remarquer, inscrivant le but de la victoire (1-0) et s'attirant les  louanges de son entraîneur Jürgen Klopp et d'une grande partie de la presse spécialisé,,,,,.
Quelques semaines plus tard, Jones devient à tout juste 19 ans le plus jeune capitaine de l'histoire du Liverpool FC, dépassant le record d'Alex Raisbeck lors de la victoire 1-0 de son équipe à Anfield contre Shrewsbury Town. Il prend alors la tête d'un onze certes rajeuni, mais qui témoigne de tous ces jeunes joueurs qui tapent à la porte de l'équipe première des Reds, tels que Harvey Elliott, Ki-Jana Hoever ou Neco Williams.
Curtis Jones glane encore quelques minutes de jeu cette saison, alors que Liverpool est alors longtemps considéré comme la meilleure équipe du monde,, échouant à seulement cinq matchs du records d'invincibilité d'Arsenal en 2004, mais intégrant tout de même le top 5 des équipes avec les plus longues séries d'invincibilité dans les cinq grands championnats européens.
Le 8 mai 2020 il est inclus dans le top 50 des meilleurs jeunes au niveau mondial par le site spécialisé de Football Talent Scout.

### Carrière en sélection nationale
International dans toutes les catégories de jeune avec l[Angleterre, Curtis Jones s'illustre notamment avec les moins de 18 ans. Il participe avec cette catégorie au Tournoi de Limoges, remporté par l'Angleterre face à la France, la Russie et les Pays-Bas. Il s'illustre d'ailleurs lors de cette compétition, en délivrant deux passes décisives. En juillet 2023, il remporte le championnat d'Europe espoirs, en inscrivant l'unique but en finale face à l'Espagne à la suite d'un coup franc détourné (victoire 1-0 de l'Angleterre) ; il est par ailleurs élu homme du match de la finale.

## Style de jeu
Milieu complet, capable de jouer dans toutes les positions du milieu de terrain, dans un registre de box to box ou de milieu créatif, il a également un grand potentiel offensif, capable de marquer des buts avec technique et efficacité.
Sa première réalisation, contre Everton est d'ailleurs rapprochée à celle de Wayne Rooney,,, milieu offensif mancunien, star des Toffees et du football anglais.
Mais c'est surtout à Steven Gerrard que le jeune scouser est comparé, autant pour ses origines que pour son profil de milieu aux capacités hors norme,. Mais cette relation ne se limite pas à leur comparaison :  Gerrard a coaché Jones avec les jeunes de Liverpool, jouant un rôle non négligeable dans l'arrivée du jeune espoir en équipe première. De fait Curtis Jones cite Gerrard comme un modèle et un mentor dans son début de carrière.

## Statistiques détaillées
| Saison                | Club                  | Championnat           | Championnat | Championnat | Championnat | Coupe nationale | Coupe nationale | Coupe nationale | Coupe de la Ligue | Coupe de la Ligue | Coupe de la Ligue | Supercoupe | Supercoupe | Supercoupe | Compétition(s) continentale(s) | Compétition(s) continentale(s) | Compétition(s) continentale(s) | Compétition(s) continentale(s) | Community shield | Community shield | Community shield | Angleterre | Angleterre | Angleterre | Total | Total | Total |
| Saison                | Club                  | Division              | M.          | B.          | P.d.        | M.              | B.              | P.d.            | M.                | B.                | P.d.              | M.         | B.         | P.d.       | Comp.                          | M.                             | B.                             | P.d.                           | M.               | B.               | P.d.             | M.         | B.         | P.d.       | M.    | B.    | P.d.  |
| 2018-2019             | Liverpool FC          | Premier League        | -           | -           | -           | 1               | 0               | 0               | -                 | -                 | -                 | -          | -          | -          | C1                             | -                              | -                              | -                              | -                | -                | -                | -          | -          | -          | 1     | 0     | 0     |
| 2019-2020             | Liverpool FC          | Premier League        | 6           | 1           | 0           | 4               | 2               | 0               | 2                 | 0                 | 1                 | -          | -          | -          | C1                             | -                              | -                              | -                              | -                | -                | -                | -          | -          | -          | 12    | 3     | 1     |
| 2020-2021             | Liverpool FC          | Premier League        | 24          | 1           | 2           | 3               | 0               | 1               | 2                 | 2                 | 0                 | -          | -          | -          | C1                             | 5                              | 1                              | 2                              | 1                | 0                | 0                | -          | -          | -          | 35    | 4     | 5     |
| 2021-2022             | Liverpool FC          | Premier League        | 14          | 1           | 0           | 4               | 0               | 0               | 4                 | 0                 | 0                 | -          | -          | -          | C1                             | 5                              | 0                              | 2                              | -                | -                | -                | -          | -          | -          | 27    | 1     | 2     |
| 2022-2023             | Liverpool FC          | Premier League        | 18          | 3           | 1           | 2               | 0               | 0               | 0                 | 0                 | 0                 | 1          | 0          | 0          | C1                             | 2                              | 0                              | 0                              | -                | -                | -                | -          | -          | -          | 23    | 3     | 1     |
| 2023-2024             | Liverpool FC          | Premier League        | 23          | 1           | 1           | 2               | 1               | 0               | 5                 | 3                 | 0                 | -          | -          | -          | C3                             | 6                              | 0                              | 2                              | -                | -                | -                | -          | -          | -          | 36    | 5     | 3     |
| 2024-2025             | Liverpool FC          | Premier League        | 33          | 3           | 3           | 0               | 0               | 0               | 5                 | 0                 | 1                 | -          | -          | -          | C1                             | 8                              | 0                              | 2                              | -                | -                | -                | 6          | 1          | 0          | 52    | 4     | 6     |
| 2025-2026             | Liverpool FC          | Premier League        | 1           | 0           | 0           | -               | -               | -               | -                 | -                 | -                 | 1          | 0          | 0          | C1                             | -                              | -                              | -                              | -                | -                | -                | -          | -          | -          | 2     | 0     | 0     |
| Total sur la carrière | Total sur la carrière | Total sur la carrière | 119         | 10          | 7           | 16              | 3               | 1               | 18                | 5                 | 2                 | 2          | 0          | 0          | -                              | 26                             | 1                              | 8                              | 1                | 0                | 0                | 6          | 1          | 0          | 188   | 20    | 18    |

## Palmarès

### En  club
| Liverpool FC (4) |
| --- |
| - Premier League (2) - Champion : 2020 et 2025 - Coupe de la Ligue - Finaliste : 2025. - Coupe d'Angleterre (1) - Vainqueur : 2022 - Community Shield (1) - Vainqueur : 2022 - Finaliste : 2020 et 2025 - Ligue des champions : - Finaliste : 2022 |

### En sélection nationale
- Angleterre espoirs
  - Vainqueur du Championnat d'Europe en 2023.